# Bréziers
Bréziers ist eine französische Gemeinde im Département Hautes-Alpes in der Region Provence-Alpes-Côte d’Azur. Sie gehört zum Kanton Chorges im Arrondissement Gap. Die Bewohner nennen sich Brézierois.

## Geographie
Sie ist rund 47 Kilometer von Sisteron entfernt und grenzt im Norden an Rochebrune, im Osten an Ubaye-Serre-Ponçon mit La Bréole, im Südosten an Selonnet (Berührungspunkt) und Saint-Martin-lès-Seyne, im Süden an Bayons (Berührungspunkt) und im Westen an Bellafaire.

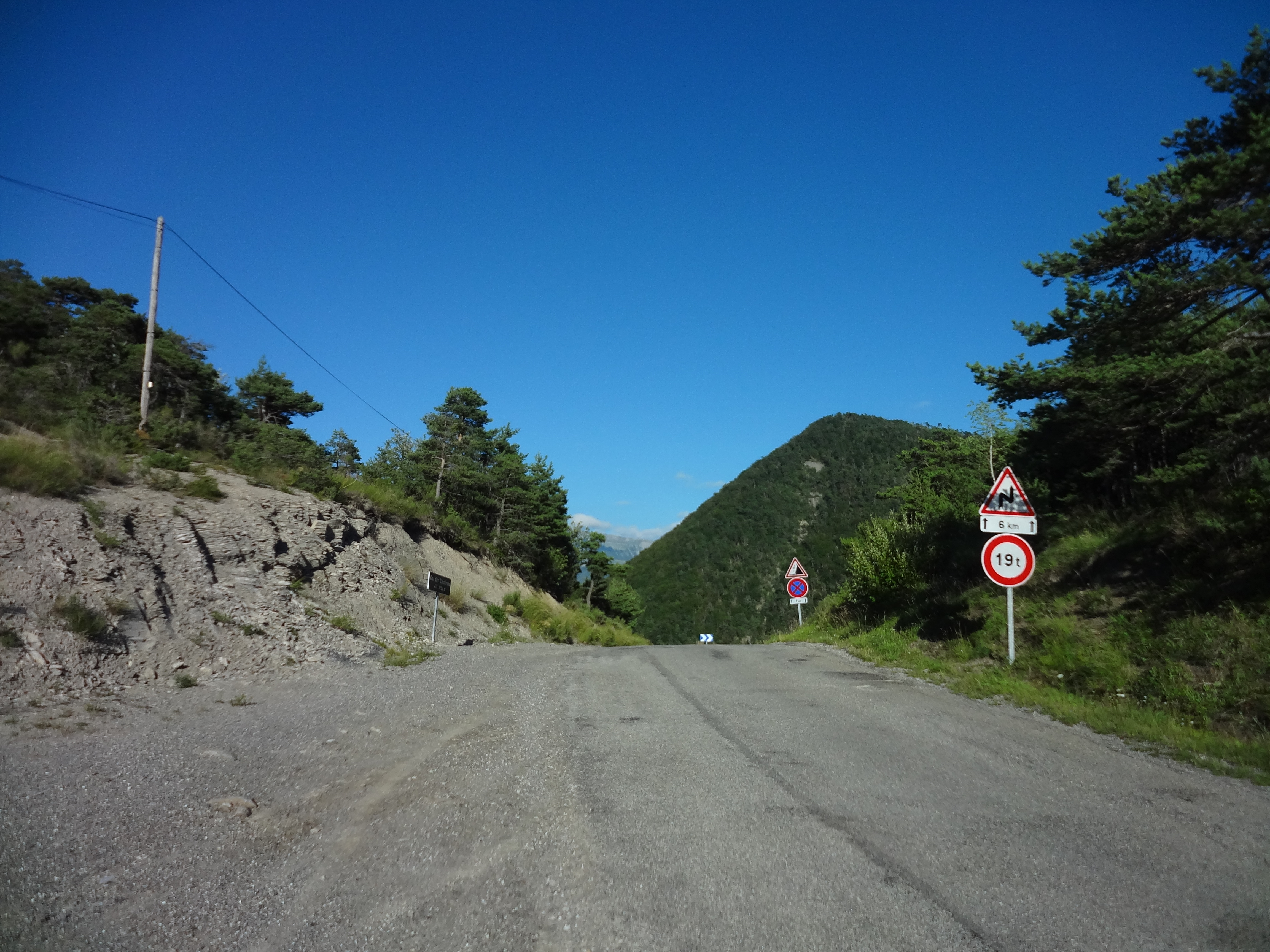
Col des Garcinets, Straßenpass auf 1185 m Höhe

## Bevölkerungsentwicklung
| Jahr      | 1962 | 1968 | 1975 | 1982 | 1990 | 1999 | 2008 | 2012 |
| --------- | ---- | ---- | ---- | ---- | ---- | ---- | ---- | ---- |
| Einwohner | 252  | 225  | 182  | 156  | 128  | 124  | 143  | 201  |